# Ernest Newman
Pour les articles homonymes, voir Newman.
Ernest Newman, né le 30 novembre 1868, mort le 7 juillet 1959, est un musicologue et critique musical anglais, considéré par le Grove Dictionary of Music and Musicians comme « le plus important critique musical d'Angleterre de la première moitié du XXe siècle ». Son approche critique, visant à une certaine objectivité intellectuelle contrastant avec les points de vue plus subjectifs d'autres critiques professionnels, comme Neville Cardus, se retrouve dans ses ouvrages de référence sur Richard Wagner, Hugo Wolf et Richard Strauss, entre autres. Il a tenu la rubrique de compte-rendu des concerts pour le Sunday Times durant près de quarante ans, de 1920 jusqu'à sa mort.

## Biographie

### Débuts dans le journalisme
Ernest Newman, de son vrai nom William Roberts, est né à Everton (en), un district de Liverpool, fils unique de Seth Roberts, un tailleur gallois, et de sa deuxième épouse Harriet Spark. Ses parents avaient l'un et l'autre des enfants de précédents mariages. Il fit ses études à la St Saviour's School d'Everton, au collège de Liverpool et à l'Université de Liverpool, obtenant son diplôme en 1886. Son éducation musicale fut entièrement autodidacte, passant par l'apprentissage du piano et du solfège, ce qui lui permettait d'étudier aussi bien la musique vocale, la composition, l'harmonie et le contrepoint par la lecture de partitions,. Le jeune William Roberts avait l'intention de faire carrière dans l'Indian Civil Service, mais sa santé se détériora soudainement et il lui fut déconseillé de s'établir en Inde,. Il entreprit dès lors de travailler à la Banque de Liverpool, de 1889 à 1903. Durant son temps libre, il étudia jusqu'à neuf langues étrangères, écrivit ses premiers articles de presse, abordant la musique, la littérature, la religion et des sujets philosophiques. Il publia également ses deux premiers livres, Gluck and the Opera en 1895, et A Study of Wagner en 1899.

### Pseudonyme
William Roberts, élevé par des parents anglicans, se détourna progressivement de l'Église. Il rejoignit la National Secular Society en 1894, rencontrant ainsi J. M. Robertson qui devait rester un ami de toujours et influencer son approche de la critique d'art. En 1897, il publia un essai intitulé Pseudo-Philosophy at the End of the Nineteenth Century, une critique de l'expression imprécise et subjective. Cette étude mettait en avant, selon l'Oxford Dictionary of National Biography, « les trois caractéristiques principales de sa pensée critique : scepticisme, habileté dialectique et précision exacerbée ». L'ouvrage était signé d'un pseudonyme, Hugh Mortimer Cecil. Les livres publiés par la suite sont tous signés Ernest Newman, nom de plume construit sur un double jeu de mots : New man, l'« homme neuf » portant un regard neuf sur les choses, et Ernest pour la constance (Earnest, en anglais) : Ernest Newman, a new man in earnest.
Le pseudonyme prit bientôt le pas sur le patronyme, jusque dans la vie privée de l'écrivain, quoiqu'il n'ait jamais entrepris de démarche administrative pour en faire son nom propre. En 1894, Ernest Newman épousa Kate Eleanor Woollett, et consacra ses premiers articles sur la musique pour le New Quarterly Musical Review de Granville Bantock. Ce dernier, principal du Birmingham and Midland Institute school of music, invita le journaliste à se joindre à son équipe d'enseignants pour le chant et la théorie musicale en 1903.

### Critique musicale
Ernest Newman quitta Birmingham en 1905 pour devenir le critique musical du Manchester Guardian, où ses opinions furent souvent l'objet de controverses. Le ton tranchant qu'il avait adopté finit par le faire renvoyer. Il quitta donc Manchester dès l'année suivante, engagé par The Birmingham Post.
Durant ce second séjour à Birmingham, Ernest Newman écrivit des études sur Richard Strauss (1908), Edward Elgar (1906), Hugo Wolf (1907) et Richard Wagner (1914). Son Hugo Wolf fut la seule étude en anglais sur le compositeur autrichien pendant plus de quarante ans, et fut traduite et publiée en allemand. Selon The Times, la monographie de 1914 sur Wagner montre « son immense admiration envers l'artiste et son mépris sans borne envers l'homme ».
Son épouse étant morte en 1918, Ernest Newman se remarie l'année suivante avec Vera Hands, une de ses élèves du Midland Institute. La même année, il décide de quitter Birmingham, « ville sans musique, et sans culture d'une manière générale », pour s'établir à Londres comme critique pour le journal du dimanche The Observer. Ce journal lui avait offert des conditions exceptionnelles, dispensant le critique d'assister quotidiennement aux concerts dans la capitale, comme la plupart de ses confrères. Cette raison l'avait fait longtemps repousser toute idée de déménagement.

### AuSunday Times
En moins d'un an, Ernest Newman quitta The Observer pour son rival, le Sunday Times. Dans sa rubrique, il était « libre de choisir les événements musicaux les plus intéressants de chaque semaine, et d'en rendre compte de manière relativement détendue. Ses articles hebdomadaires devinrent bientôt un véritable guide pour la connaissance du public londonien ». Sa carrière au Sunday Times dura de 1920 jusqu'à sa mort, pratiquement sans interruption, à l'exception d'un séjour aux États-Unis en 1923-1924 où il fut employé par le New York Evening Post.
Il contribua au Musical Times de 1910 à 1955 pour de brèves études sur Debussy, « les femmes et la musique », Elgar, Brahms, l'« Immortelle bien-aimée » de Beethoven, le Festival de Bayreuth, Liszt, Bach, Bantock, Hugo Wolf, Schönberg, Medtner, Berlioz, Granados et Moussorgski. À partir de 1930, il participa également à des émissions de radio hebdomadaires.
Souffrant de troubles de la vue, Ernest Newman mit fin à son contrat avec le Sunday Times durant l'automne de 1958. Il mourut l'année suivante à Tadworth, dans le Surrey, âgé de 90 ans. Sa seconde épouse lui a survécu.

## Publications

### Ouvrages musicologiques
- 1895 : Gluck and the Opera: A study in Musical History
- 1899 : A Study of Wagner
- 1904 : Wagner
- 1904 : Richard Strauss With a Personal Note by A. Kalisch
- 1905 : Musical Studies
- 1906 : Elgar
- 1907 : Hugo Wolf
- 1908 : Richard Strauss
- 1914 : Wagner as Man and Artist (revised 1924)
- 1919 : A Musical Motley
- 1920 : The Piano-Player and Its Music
- 1923 : Confessions of a Musical Critic (reprinted in Testament of Music, 1962)
- 1923 : Solo Singing
- 1925 : A Musical Critic's Holiday
- 1927 : The Unconscious Beethoven
- 1928 : What to Read on the Evolution of Music
- 1931 : Fact and Fiction about Wagner. A Criticism of "The Truth about Wagner" by P.D.Hurne and W.L.Root
- 1934 : The Man Liszt:' A Study of the Tragi-Comedy of a Soul Divided Against Itself."
- 1933–47 : Life of Richard Wagner. 4 vols.
- 1940 : Wagner (Novello's Biographies of Great Musicians)
- 1943 : Opera Nights
- 1949 : Wagner Nights
- 1954 : More Opera Nights
- 1956–58 : From the World of Music (3 vols)
- 1972 (ouvrage posthume, publié par Peter Heyworth) : Berlioz, Romantic and Classic : Writings by Ernest Newman

### Traductions
- 1906 : On Conducting d'après Felix Weingartner,
- 1911 : J.S. Bach d'après Albert Schweitzer,
- 1912 : divers livrets d'opéras de Wagner (The Flying Dutchman, Tannhauser, The Ring, Tristan, The Mastersingers, Parsifal)
- 1929 : Beethoven the Creator d'après Romain Rolland